# Rachel Malcolm
Pour les articles homonymes, voir Malcolm.
Pas d'image ? Cliquez ici

a Compétitions nationales et continentales officielles uniquement.

b Matchs officiels uniquement.
Dernière mise à jour le 31 mai 2025.
Rachel Malcolm, née le 23 mai 1991 à Glasgow (Écosse), est une joueuse internationale écossaise de rugby à XV évoluant au poste de troisième ligne aile. Elle est capitaine de l'équipe d'Écosse.

## Biographie
Rachel Malcolm naît le 23 mai 1991 à Glasgow en Écosse. Ses deux frères sont des joueurs de rugby à XV (James (en) joue aux États-Unis, à Seattle). Elle passe par toutes les sélections écossaises de jeunes en hockey sur gazon.
Elle commence la pratique du rugby à XV en 2015 au Lichfield RUFC (en). Elle obtient sa première sélection avec l'Écosse contre l'Espagne en 2016. En 2017, elle rejoint le Loughborough Lightning qui dispute sa première saison en Premier 15s, et dont elle est capitaine dès le premier match.
Rachel Malcolm est retenue en septembre 2022 pour disputer la Coupe du monde en Nouvelle-Zélande.
En 2023, elle est la capitaine de son équipe nationale pour la première édition du WXV, et remporte la victoire de la poule,.
En février 2025, le Loughborough Lightning officialise le départ de Rachel Malcolm en fin de saison. Elle rejoint les Ealing Trailfinders. 
En parallèle à sa carrière sportive, elle a un doctorat en écophysiologie, elle est maitre de conférence à l'université de Nottingham Trent.

## Palmarès
- Vainqueur du WXV 2 en 2023.